# 伊波南哲
伊波 南哲（いば なんてつ、1902年9月8日 - 1976年12月28日）は日本の詩人・作家。
八重山諸島石垣島出身。本名・興英。高等小学校卒。1923年近衛兵として上京。除隊後警視庁に入り、丸の内警察に勤務。佐藤惣之助に師事し詩之家同人となる。27年詩集『南国の白百合』を出版。41年警視庁を退職、敗戦時には福岡にいて火野葦平らと交わっていた。火野の『革命前後』に「志波春哲」として登場する。
東京練馬区の自宅にて肺炎のため死亡（享年74）。
代表作は1500年に石垣島で起こったオヤケアカハチの乱を題材にした長編叙事詩『オヤケ・アカハチ』。沖縄地方の民話・怪談を多数書き残している。

## 著作
- 『南国の白百合』詩之家出版部、1927年
- 『銅鑼の憂鬱』詩之家出版部、1930年
- 『オヤケ・アカハチ』東京図書、1936年、長編叙事詩
- 『交番日記』河出書房、1941
- 『ふるさと物語南島の情熱』日本公論社 1942
- 『南の島の少年たち』田中宋榮堂 1942
- 『金色の鷲』井口文秀絵 宋栄堂 1943
- 『荒潮の若人』講談社 1943
- 『人魚のうた』興亜文化協会 1943
- 『竹を取る少年たち』中尾彰画 泰光堂 1944
- 『琉球風土記』泰光堂 1944
- 『随筆 南島珍談あな・おかし』美和書院 1956
- 『沖縄風土記』未来社 1959
- 『天皇兵物語』日本週報社 1959
- 『伊波南哲詩集』未來社、1960年
- 『沖縄風物詩集』三栄社、1972年
- 『殉教の焔 日本最初のキリスト教殉教者石垣永将物語』イエス福音教団出版部 1976

### 編著
- 『沖縄の民話』未來社、1958年
- 『逆立ち幽霊 沖縄怪談集』普通社 1961
- 『南国の民話 香り高い沖縄の民話』文憲堂七星社 1972

### 映像化作品
- 『オヤケアカハチ』(1937)、重宗務・豊田四郎監督、東宝配給
- 「子を呼ぶフア鳥」『まんが日本昔ばなし』(1992)、前田真宏演出・作画、「かっこう鳥」『沖縄の民話』(1958)より